# Планинарско друштво „Железничар” Београд
Планинарско друштво Железничар се налази на Новом Београду и члан је Планинарског савеза Србије и Планинарског савеза Београда.

## Историјат
Убрзо после оспобођења земље, дошло се на идеју да се организују и сnортска друштва. Тако је 1946. год. Синдикат саобраћаја и веза, коме је nрипадала и железница, бродарство и пошта. организовало сnортско друштво "Сигнал". Друштво је имало више секција, а због интересовања љубитеља планина, основана је и смучарско-планинарска секција. Први чланови секције били су словенци, који су живели у Београду и радили на железници: Чурдар, Веселич, Уранкар, Рован и други, а њима су се прикључили и остали железничари. Први nредседник секције био је Балдо Светличић. Секција је тада имала око 50 чланова.
Први излет био је организован на Космај, а затим су сваке недеље организовани излети на планине ближе Београду: Авала. Космај, Фрушка гора, Рајац, Јухор, Давидовац (код Параћина) и друге.

Прва редовна годишња скупштина секције одржана је 10. октобра 1946. год. на скупштини је било 112 чланова. Изабран је одбор у који су ушли: Светличић, Рован, Линкеш. Петровић Љубица, Васић Нада, Антонијевић, а касније кооптирани и Уранкар, Васелић и Кушић Зора. Друга годишња скупштина одржа на је 26. новембра 1947 год. и тада је клуб бројао 216 чланова. Трећа скупштина одржана је 15. септембра 1948 год. и тада су се планинари одвојили од централног друштва као самостално друштво: Планинарско смучарско доуштво железничар. За новог nредседника изабран је Влахо Антуновић, чиновник у железничком синдикату. Све до 1950. године друштво је било затвореног типа, само за железничаре и чланове њихових породица. Тада се доуштво отвара и за остале грађане и у историји клуба забележен је и податак да су чак и три академика били чланови ПСД Железничар из Београда. Друштво је временом постајало све бројније, па је по броју чланова постало најбројније у Србији.
На иницијативу чланова нашег Друштва, организована је 1950 год. прва планинарска школа на Ридском језеру. Ту је одржан течај за водиче излета и течај за планинарске инструкторе. Дипломе за планинарске инструкторе са тог течаја добили су Драгомир Лазић и Боривоје Араповић. Традиција школовања младих планинара у друштву током низа година била је једна од основних смерница у раду друштва. Зато није ни чудно да се у оквиру друштва у Србији изнедрила и једина школа за високогорство. 25. јануара 1995 год. започела је са радом Школа за планинаре високогорце у организацији друштва. Главни организатор овог подухвата, Владимир Фурлан ангажовао је за руководиоца школе искусног Звонимира Блажину, савезног алпинистичког инструктора, а за предаваче компетентне стручњаке из различитих области.

## Традиционалне акције
1. Ноћни марш Космај - Авала[2]

## Освојени планинарских врхова
- успон на Триглав 1948.
- успон на Килиманџаро
- више пута Кавказ
- више пута Мон Блан,
- успон на Монте Розу (Други врх Европе),
- успон на Матерхорн,
- успон на Мармоладу,
- успон на Грос Глокнер,
- Валдске Алпе,
- Мусалу,
- Анде,
- Аконкагву (последњи успон 2005 год.),
- Ел брус,
- Дамаванд,
- Анапурну,
- па све до многих врхова Хималаја (успони 1991 год, 1996год, 2005 год, 2008 год)
- као и многе друге врхове Европе и света.